# 穆罕穆德·拉蒂夫·安萨里
赫瓦贾穆罕穆德·拉蒂夫·安萨里（1887年9月30日—1979年）， 是一位来自巴基斯坦的伊斯兰教什叶派和苏菲派的学者、诗人、历史学家和传教士。 
安萨里出生在英属印度，在印巴分治后立即移民到新成立的巴基斯坦。在巴基斯坦，他在沃济拉巴德市定居。1958年来到肯尼亚传教。接下来的大部分时间都在肯尼亚度过，在那里，什叶派社区至今仍怀念他，因为他把活跃的、有组织的什叶派带到了这个国家。 安萨里在生命的最后十年里部分瘫痪。虽然他是一位多产的作家，但他的许多书都没有出版。他的著作保留在几所大学的图书馆中。